# Taishō Tennō
Yoshihito (嘉仁?  Tokio, 31 de agosto de 1879 - Hayama, 25 de diciembre de 1926), también conocido como Taishō Tennō (大正天皇?), fue el emperador n.º 123 del Japón (r. 1912-1926).

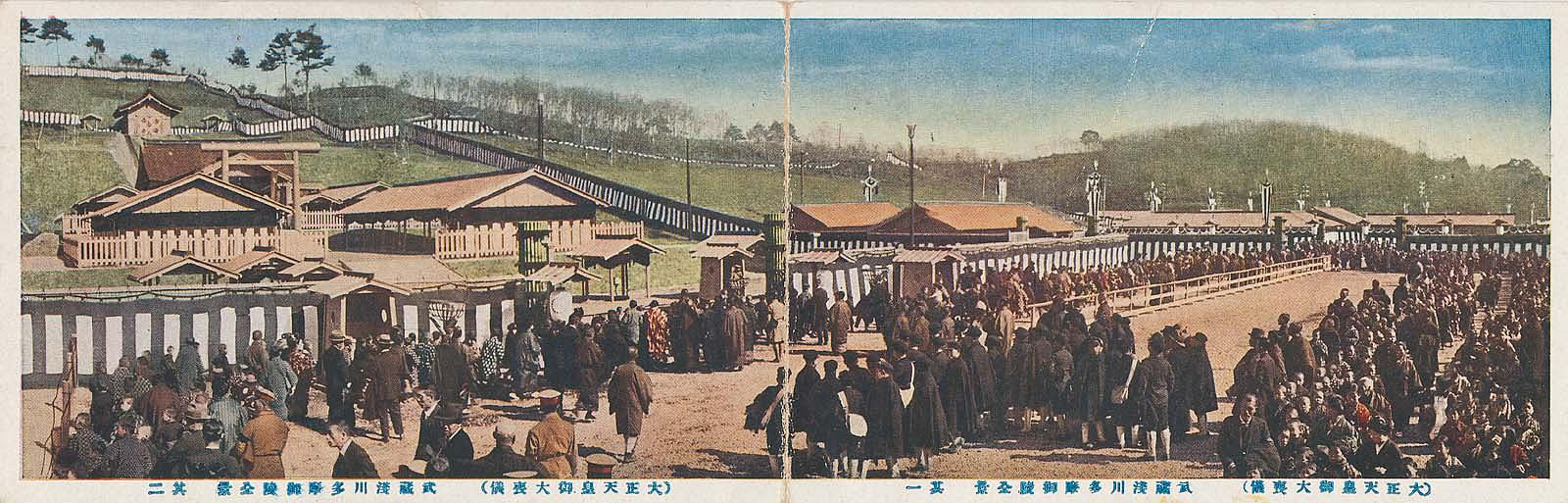
Funeral del emperador Taisho en Tokio.

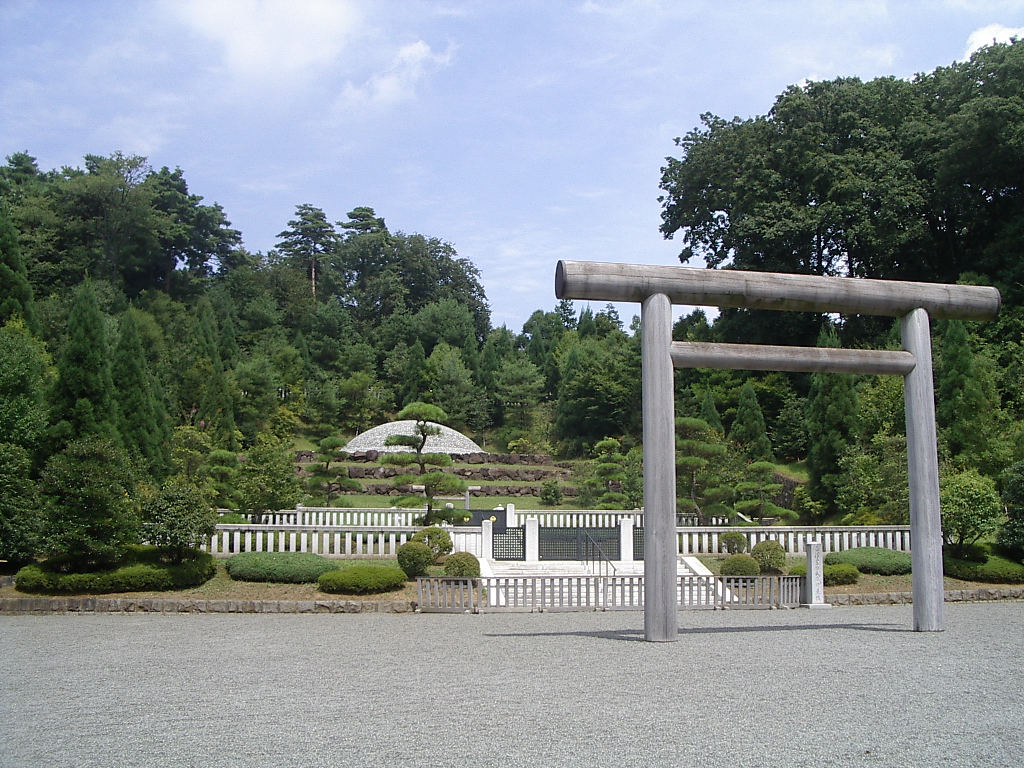
Tumba de Yoshihito.

Como todos los demás emperadores japoneses, desde su muerte ha sido conocido por un nombre póstumo que, según una práctica que data de 1912, es el nombre de la época que coincide con su reinado. Después de su muerte, Yoshihito llegó a ser conocido como el emperador Taishō.

## Biografía
Fue el hijo superviviente del emperador Meiji y Yanagihara Naruko, una dama de honor del Palacio Imperial. La consorte del emperador Meiji, la emperatriz Shōken (Haruko), fue oficialmente considerada como su madre. Recibió el nombre personal de Yoshihito y el título de Haru no miya (príncipe Haru) del emperador el 6 de septiembre de 1879. Fue declarado heredero oficialmente el 31 de agosto de 1887 y tuvo su investidura formal como príncipe heredero el 3 de noviembre de 1888.
A partir de marzo de 1885, el príncipe Yoshihito se mudó al Palacio Aoyama, donde recibió lecciones en la mañana de lectura, escritura, aritmética y moral, y por la tarde deporte, pero el progreso fue lento debido a la mala salud del príncipe, fiebres frecuentes. A partir de 1886 comenzó a ser enseñado, junto con colegas seleccionados de ōke y altos funcionarios en una escuela especial, Gogakumonsho, dentro del Palacio Aoyama.
Fue declarado oficialmente heredero aparente el 31 de agosto de 1887, y tuvo una investidura formal como príncipe heredero el 3 de noviembre de 1888. Como príncipe heredero, era conocido como Tōgu (東宮).
En septiembre de 1887, el príncipe ingresó al departamento de primaria de la escuela Gakushuin, pero debido a sus problemas de salud, a menudo interrumpía sus estudios. Pasó la mayor parte de su juventud junto al mar, en los chalets imperiales de Hayama y Numazu por razones de salud.
A partir de 1898, ante la insistencia de Itō Hirobumi, el príncipe comenzó a asistir a las sesiones de la Dieta como una forma de conocer las preocupaciones económicas y militares del país. En el mismo año dio las primeras recepciones oficiales a diplomáticos extranjeros, a quienes saludó y habló. Su interés en la cultura occidental y la tendencia a incluir palabras en francés en las conversaciones fueron una fuente de irritación para el emperador Meiji.
En octubre de 1898, el príncipe viajó por Japón, visitando Kobe, Hiroshima y Etajima, visitando lugares vinculados a la Armada Imperial Japonesa. En 1899 realizó otra visita a Kyūshū, visitando edificios gubernamentales, escuelas y fábricas como las de los astilleros de Fukuoka y Mitsubishi en Nagasaki.
El 25 de mayo de 1900, el príncipe heredero Yoshihito contrajo matrimonio con Sadako Kujō (la futura emperatriz Teimei, de 16 años de edad, hija del príncipe Kujo Michitaka, jefe de las cinco antiguas ramas del clan Fujiwara); fruto de este matrimonio nacerían cuatro hijos.
En 1902, Yoshihito continuó sus recorridos para observar las costumbres y la geografía de Japón, esta vez en el centro de Honshū, donde visitó el notable templo budista de Zenkō-ji en Nagano. Con el aumento de las tensiones entre Japón y Rusia, Yoshihito fue promovido en 1903 al rango de coronel en el Ejército Imperial Japonés y capitán en la Armada Imperial Japonesa. Sus deberes militares eran solo ceremoniales, pero ese año viajó para inspeccionar instalaciones militares en Wakayama, Ehime, Kagawa y Okayama.
En octubre de 1907, el príncipe heredero recorrió Corea, acompañado por el almirante Tōgō Heihachirō, el general Katsura Tarō y el príncipe Arisugawa Taruhito. Era la primera vez que un heredero aparente al trono había salido de Japón.

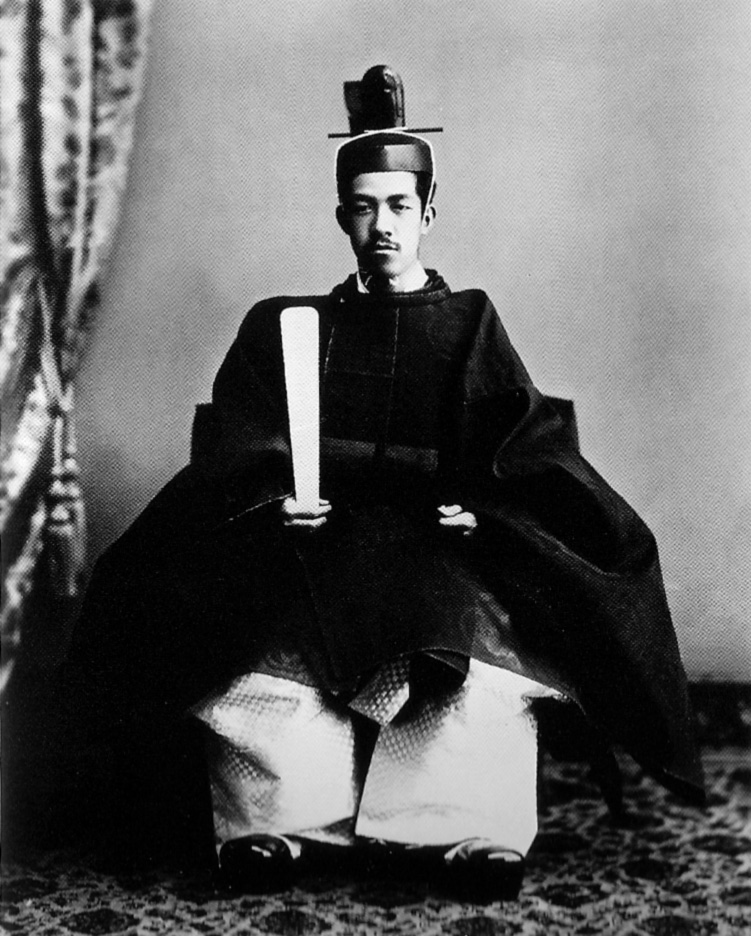
Retrato del emperador Taishō (1900).
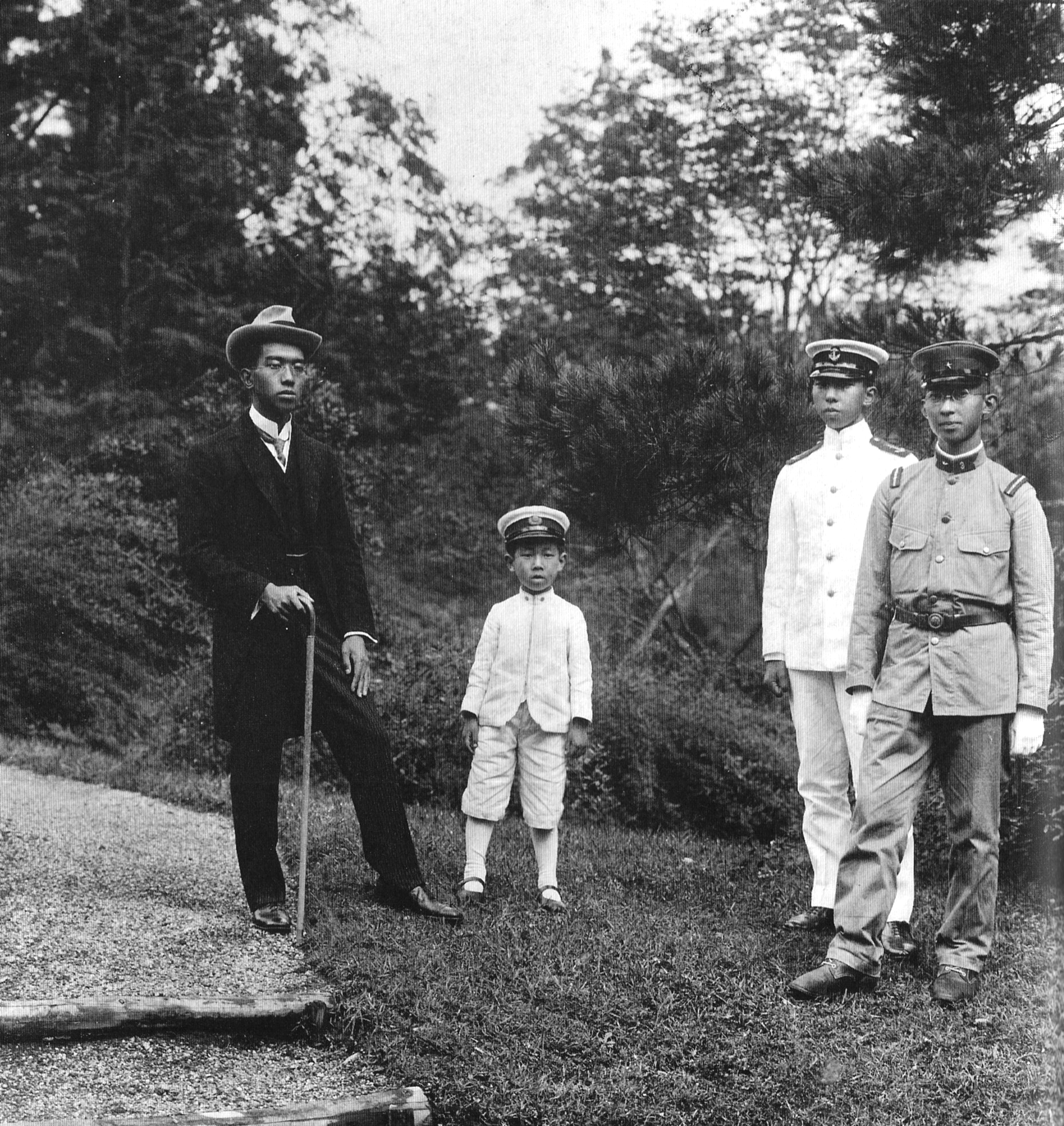
Los cuatro hijos del emperador Taisho (1921): Hirohito, Takahito, Nobuhito y Yasuhito.
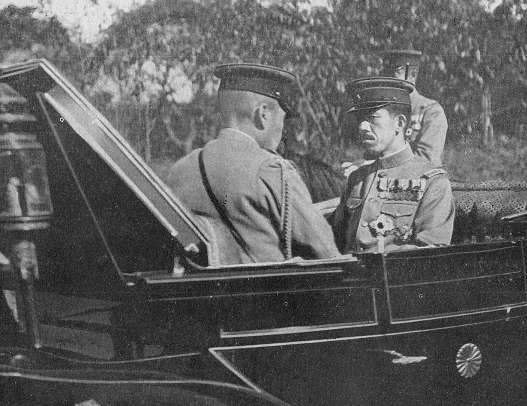
Escolta de Yoshihito (1917).

## Como emperador
Yoshihito había contraído meningitis neonata al poco tiempo de nacer, dejándolo en mal estado de salud tanto física como mentalmente. El 30 de julio de 1912, tras la muerte de su padre, el emperador Meiji, el príncipe Yoshihito subió al trono. El nuevo emperador se mantuvo fuera de la vista del público tanto como fue posible; después de sufrir varios problemas neurológicos a lo largo de su vida, a fines de la década de 1910, estas enfermedades le hicieron cada vez más imposible llevar a cabo funciones públicas. En una de las raras ocasiones en que fue visto en público, en la apertura de 1913 de la Dieta Imperial de Japón, se dice que enrolló su discurso preparado en un cilindro y miró a la asamblea a través de él, como a través de un catalejo. Aunque los rumores atribuyeron esto a una mala condición mental, otros, incluidos aquellos que lo conocían bien, creían que él podría haber estado comprobando para asegurarse de que el discurso se había enrollado correctamente, ya que su destreza manual también estaba en desventaja.
El 23 de agosto de 1914, Japón entró en la Primera Guerra Mundial después de declarar la guerra a Alemania. Sin embargo, su participación se restringió solo a Asia. Aun así, el país fue aumentando su prestigio internacional y sus territorios en Asia y el Océano Pacífico por su modesta participación en el conflicto.
La participación de las fuerzas occidentales en la Gran Guerra le brindó a Japón la oportunidad de apoderarse de las colonias alemanas ubicadas en China y el Pacífico. Además, Japón presionó a China para que hiciera nuevas concesiones territoriales a su favor. En 1915, los chinos no solo otorgaron el control de Shandong (posesión alemana) sino también Manchuria y Mongolia.
En 1918, Japón fue invitado a participar, como uno de los "grandes países", en la Conferencia de Paz de Versalles, cumpliendo así su vieja ambición de sentarse al lado de las grandes potencias. En esa ocasión, se le dio el control sobre Shandong y las Islas del Pacífico y se aseguró un asiento en el Consejo de la Sociedad de Naciones.
Su falta de articulación y carisma (en contraste con el emperador Meiji), sus discapacidades y sus excentricidades, llevaron a un aumento en los incidentes de lesa majestad. A medida que su condición se deterioraba, tenía cada vez menos interés en los asuntos políticos diarios, y la capacidad del genrō, el guardián del Sello Privado y el ministro de la Casa Imperial para manipular sus decisiones se convirtió en un asunto de conocimiento común. El sistema político bipartidista que se había desarrollado en Japón desde el cambio de siglo llegó a la mayoría de edad después de la Primera Guerra Mundial, dando lugar al apodo para el período, "Democracia Taishō", lo que provocó un cambio en el poder político a la Dieta Imperial de Japón y los partidos democráticos.
Después de 1918, el emperador ya no pudo asistir a las maniobras del Ejército o la Armada, aparecer en las ceremonias de graduación de las academias militares, realizar las ceremonias rituales sintoístas anuales, o incluso asistir a la apertura oficial de sesiones de la Dieta.
Después de 1919, no asumió ningún deber oficial, y el príncipe heredero Hirohito fue nombrado príncipe regente el 25 de noviembre de 1921.
La vida solitaria de Taishō no se vio afectada por el gran terremoto de Kantō de 1923. Afortunadamente, se había trasladado en tren real a su palacio de verano en Nikko la semana anterior al desastre; pero su hijo, el príncipe heredero Hirohito, permaneció en el Palacio Imperial, donde estuvo en el centro del evento. Las palomas mensajeras mantuvieron informado al emperador a medida que se conocía información sobre el alcance de la devastación.

## Muerte

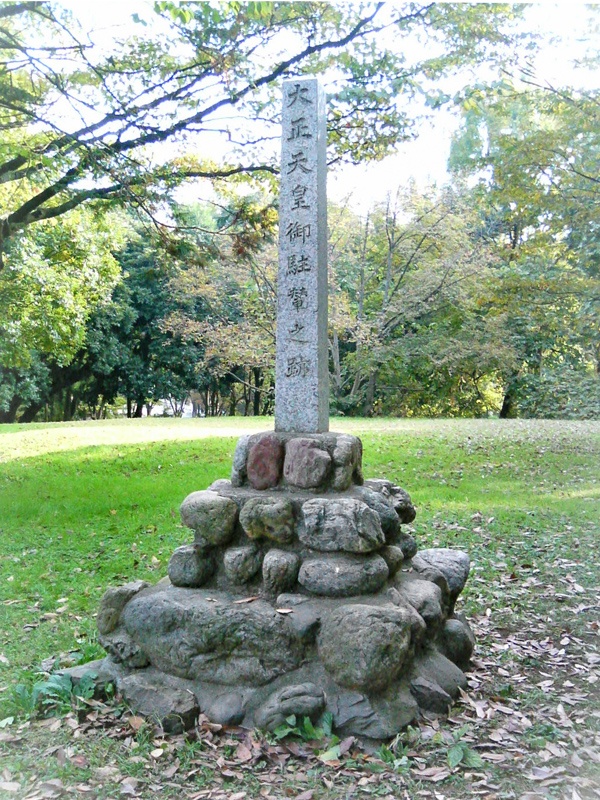

A principios de diciembre de 1926, se anunció que el emperador tenía neumonía. Taisho murió de un infarto agudo de miocardio a la 1:25 de la mañana de la Navidad de 1926, en el palacio imperial de Hayama, en Sagami, al sur de la bahía de Tokio (en Kanagawa). Tras su muerte, fue sucedido por Hirohito.
Taisho fue llamado el primer emperador de Tokio, porque fue el primero en vivir toda su vida en o cerca del este de la capital. Taisho nació y creció en Kioto y más tarde, después de haber vivido y muerto en Tokio, fue enterrado en la prefectura de Tokio.

## Familia y descendencia
La esposa de Yoshihito había sido cuidadosamente elegida por el emperador Meiji por su inteligencia, buena disposición y dignidad, para complementar al príncipe Yoshihito en las áreas donde estaba discapacitado.
El Palacio de Akasaka fue construido entre 1899 y 1909 en estilo rococó para servir como residencia del Príncipe Imperial. El Príncipe y la Princesa tuvieron los siguientes hijos:
Fruto del matrimonio con la emperatriz Teimei, Taishō Tennō tuvo cuatro hijos:
- El futuro emperador Shōwa (Hirohito), (29 de abril de 1901-7 de enero de 1989); casado con la princesa Nagako (6 de marzo de 1903 - 16 de junio de 2000), la hija mayor del príncipe Kuni Kuniyoshi; y tuvieron hijos.
- Príncipe Chichibu (Yasuhito), (26 de mayo de 1902-4 de enero de 1953); casado el 28 de septiembre de 1928 con Matsudaira Setsuko (9 de septiembre de 1909-25 de agosto de 1995), la hija mayor de Matsudaira Tsuneo, antiguo embajador japonés en Gran Bretaña y Estados Unidos, y ministro de la Casa Imperial; no tuvo descendencia.
- Príncipe Takamatsu (Nobuhito), (1 de marzo de 1905-3 de febrero de 1987); casado el 4 de febrero de 1930 con Tokugawa Kikuko (26 de diciembre de 1911 - 18 de diciembre de 2004), segunda hija del príncipe Tokugawa Yoshihisa; sin descendencia.
- Príncipe Mikasa (Takahito), (2 de diciembre de 1915-27 de octubre de 2016); casado el 22 de octubre de 1941 con Yuriko (6 de junio de 1923), segunda hija del vizconde Takagi Masanori.

## Títulos y tratamientos
Esta tabla aún no está actualizada. Puedes contribuir aportando información sobre títulos y tratamientos de esta persona.

## Honores

#### Honores nacionales
- Gran Cordón de la Orden Suprema del Crisantemo
- Destinatario de la Orden de la Corona Preciosa
- Destinatario de la Orden del Sol Naciente
- Orden de la Cometa Dorada, 3.ª claseEl Emperador Yoshihto con la Orden de la Liga

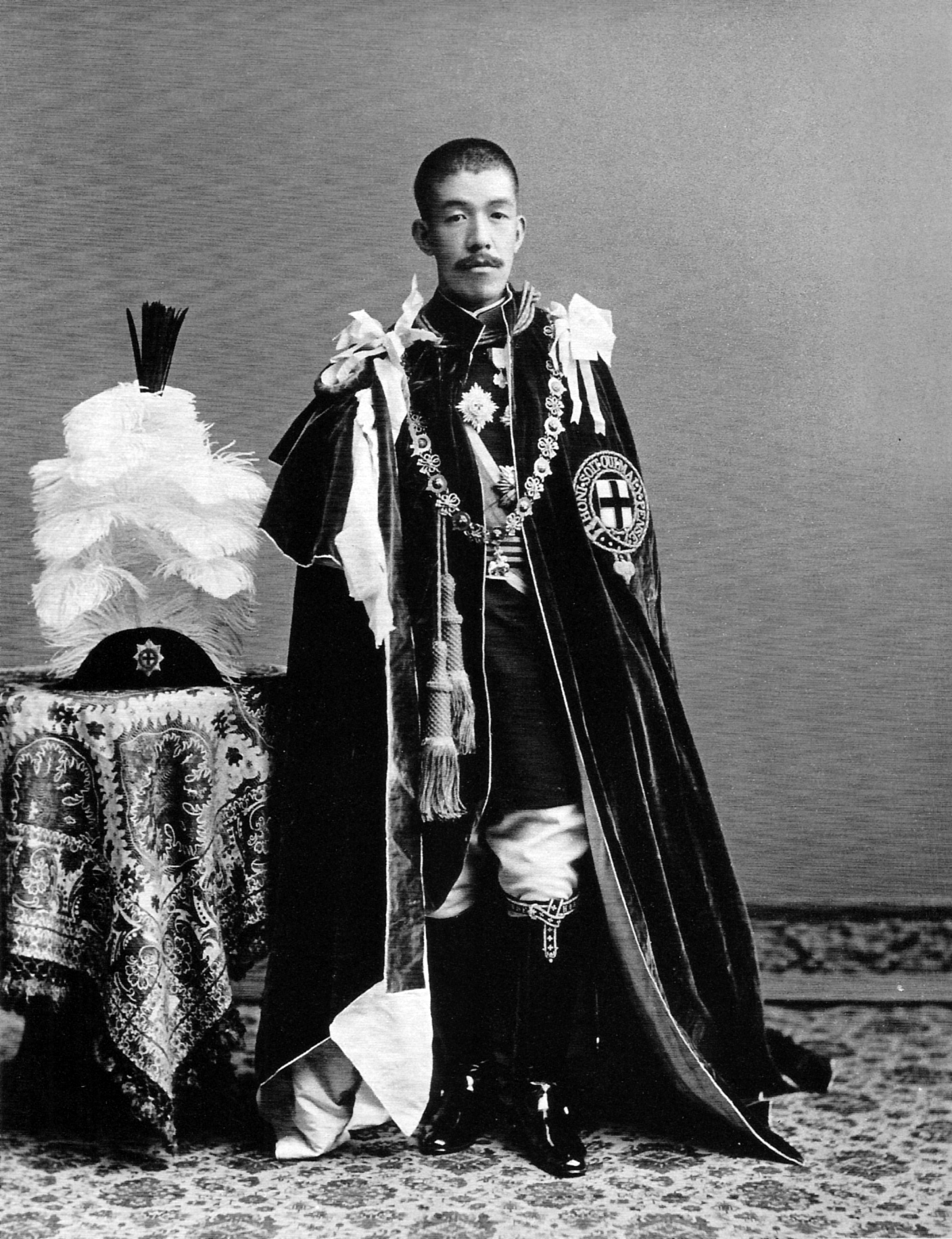
El Emperador Yoshihto con la Orden de la Liga

#### Honores extranjeros
- Bélgica: Gran Cordón de la Real Orden de Leopoldo I, 1916[6]
- Dinamarca: Caballero de la Orden del Elefante, 9 de octubre de 1899[7]
- Imperio Alemán: Caballero de la Orden del Águila Negra
- Reino de Baviera: Caballero de la Orden de San Huberto, 1903[8]
- Reino de Grecia:
  - Gran Cruz de la Orden de Jorge I
  - Gran Cruz de la Orden del Redentor
- Reino de Italia:
  - Caballero de la Orden de la Santísima Anunciación, 1900
  - Gran Cruz de la Orden de los Santos Mauricio y Lázaro, 1900
  - Gran Cruz de la Orden de la Corona de Italia, 1900
- Noruega: Gran Cruz de la Orden de San Olaf
- Polonia: Caballero de la Orden del Águila Blanca
- Imperio ruso: Caballero de la Orden de San Andrés, junio de 1902[9]
- Tailandia Siam: Caballero de la Orden de la Casa Real de Chakri, 26 de octubre de 1899[10]
- España: Caballero de la Orden del Vellocino de Oro, 17 de mayo de 1896[11]
- Suecia: Caballero de la Orden de los Serafines, 20 de septiembre de 1907[12]
- Reino Unido: Caballero de la Orden de la Liga, 18 de septiembre de 1912[13]